# 4 Heures du Castellet 2022
Navigation
Édition précédente Édition suivante
Les 4 Heures du Castellet 2022, disputées le 17 avril 2022 sur le circuit Paul-Ricard, sont la vingt-neuvième édition de cette course, la treizième sur un format de quatre heures, et la première manche de l'European Le Mans Series 2022.

## Engagés

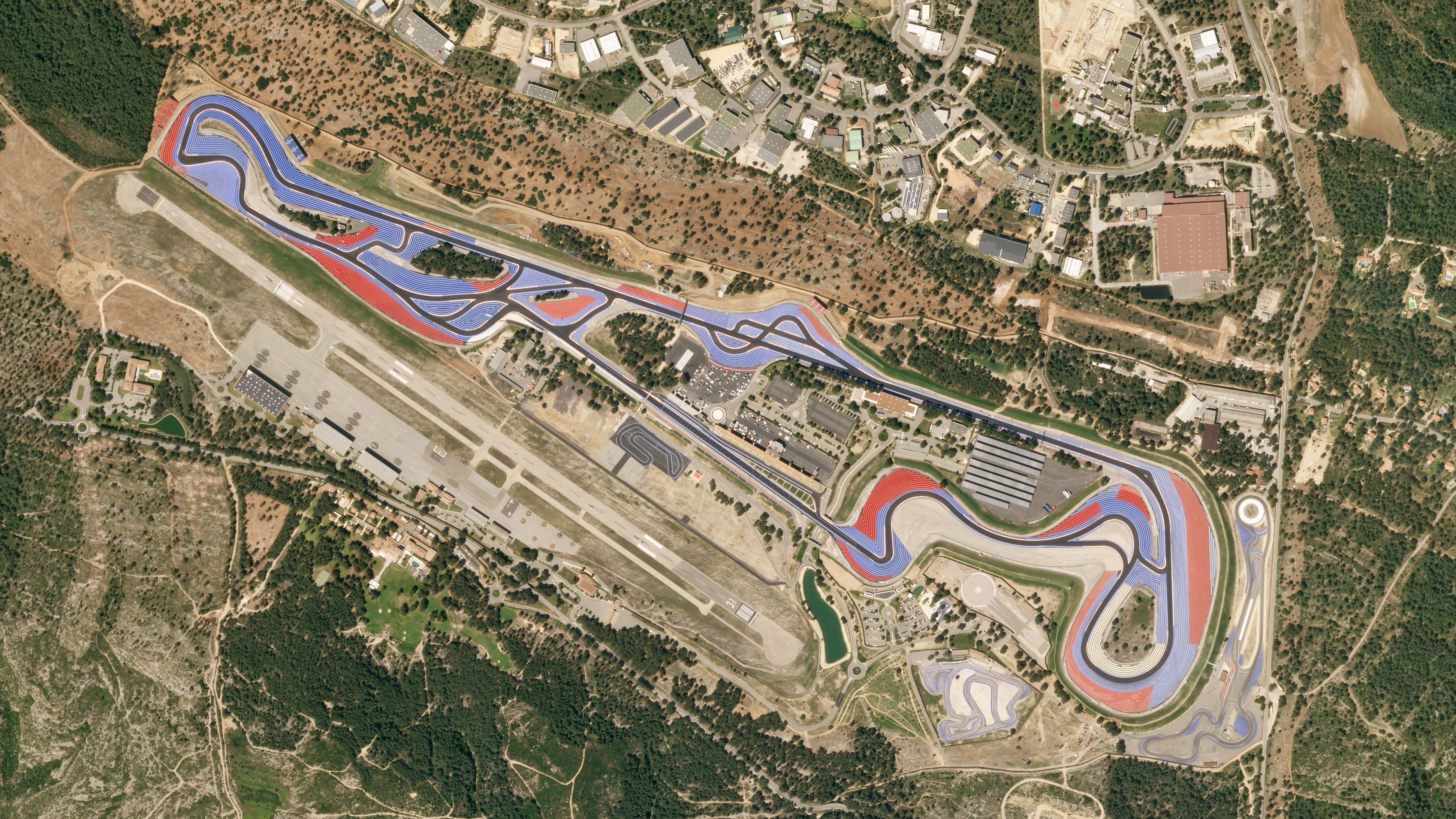
Vue aérienne du Circuit Paul Ricard

Pour cette première manche du championnat European Le Mans Series, la liste officielle des engagés publiée le 4 avril 2022 était composée de 42 voitures, 17 en LMP2 dont 7 Pro/Am, 13 en LMP3 et 12 en LM GTE.

## Qualifications
| Pos. | Classe | N° | Équipe                    | Pilote             | Temps          | Écart        |
| 1    | LMP2   | 31 | TDS Racing x Vaillante    | Mathias Beche      | 1 min 43 s 038 | --           |
| 2    | LMP2   | 22 | United Autosports         | Tom Gamble         | 1 min 43 s 191 | + 0 s 153    |
| 3    | LMP2   | 9  | Prema Racing              | Louis Delétraz     | 1 min 43 s 431 | + 0 s 393    |
| 4    | LMP2   | 34 | Racing Team Turkey        | Jack Aitken        | 1 min 43 s 505 | + 0 s 467    |
| 5    | LMP2   | 65 | Panis Racing              | Nicolas Jamin      | 1 min 43 s 612 | + 0 s 574    |
| 6    | LMP2   | 24 | Nielsen Racing            | Ben Hanley         | 1 min 43 s 639 | + 0 s 601    |
| 7    | LMP2   | 88 | AF Corse                  | Nicklas Nielsen    | 1 min 43 s 750 | + 0 s 712    |
| 8    | LMP2   | 28 | IDEC Sport                | Patrick Pilet      | 1 min 43 s 851 | + 0 s 813    |
| 9    | LMP2   | 43 | Inter Europol Competition | Fabio Scherer      | 1 min 44 s 016 | + 0 s 978    |
| 10   | LMP2   | 19 | Algarve Pro Racing        | Bent Viscaal       | 1 min 44 s 030 | + 0 s 992    |
| 11   | LMP2   | 51 | Team Virage               | Gabriel Aubry      | 1 min 44 s 224 | + 1 s 186    |
| 12   | LMP2   | 30 | Duqueine Team             | Reshad de Gerus    | 1 min 44 s 451 | + 1 s 413    |
| 13   | LMP2   | 21 | Mühlner Motorsport        | Thomas Laurent     | 1 min 45 s 238 | + 2 s 200    |
| 14   | LMP2   | 35 | BHK Motorsport            | Markus Pommer      | 1 min 45 s 267 | + 2 s 229    |
| 15   | LMP3   | 17 | Cool Racing               | Malthe Jakobsen    | 1 min 49 s 008 | + 5 s 970    |
| 16   | LMP3   | 5  | RLR Msport                | Alex Kapadia       | 1 min 49 s 347 | + 6 s 309    |
| 17   | LMP3   | 27 | Cool Racing               | Antoine Doquin     | 1 min 49 s 622 | + 6 s 584    |
| 18   | LMP3   | 4  | DKR Engineering           | Sebastian Alvarez  | 1 min 49 s 700 | + 6 s 662    |
| 19   | LMP3   | 2  | United Autosports         | Finn Gehrsitz      | 1 min 49 s 750 | + 6 s 712    |
| 20   | LMP3   | 15 | RLR Msport                | Valentino Catalano | 1 min 50 s 429 | + 7 s 391    |
| 21   | LMP3   | 3  | United Autosports         | Kay Van Berlo      | 1 min 50 s 456 | + 7 s 418    |
| 22   | LMP3   | 10 | Eurointernational         | Glenn Van Berlo    | 1 min 50 s 521 | + 7 s 483    |
| 23   | LMP3   | 7  | Nielsen Racing            | James Littlejohn   | 1 min 50 s 553 | + 7 s 515    |
| 24   | LMP3   | 14 | Inter Europol Competition | Mateusz Kaprzyk    | 1 min 50 s 602 | + 7 s 564    |
| 25   | LMP3   | 13 | Inter Europol Competition | Guilherme Oliveira | 1 min 50 s 731 | + 7 s 693    |
| 26   | LMP3   | 6  | 360 Racing                | Ross Kaiser        | 1 min 51 s 209 | + 8 s 171    |
| 27   | LMP3   | 11 | Eurointernational         | Max Koebolt        | 1 min 52 s 433 | + 9 s 395    |
| 28   | LMGTE  | 32 | Rinaldi Racing            | Memo Gidley        | 1 min 54 s 755 | + 11 s 717   |
| 29   | LMGTE  | 69 | Oman Racing avec TF Sport | Ahmad Al Harthy    | 1 min 54 s 909 | + 11 s 871   |
| 30   | LMGTE  | 83 | Iron Lynx                 | Sarah Bovy         | 1 min 55 s 020 | + 11 s 982   |
| 31   | LMGTE  | 77 | Proton Competition        | Christian Ried     | 1 min 55 s 194 | + 12 s 156   |
| 32   | LMGTE  | 93 | Proton Competition        | Michael Fassbender | 1 min 55 s 449 | + 12 s 411   |
| 33   | LMGTE  | 18 | Absolute Racing           | Andrew Haryanto    | 1 min 55 s 640 | + 12 s .602  |
| 34   | LMGTE  | 66 | JMW Motorsport            | Giacomo Petrobelli | 1 min 55 s 811 | + 12 s 773   |
| 35   | LMGTE  | 33 | Rinaldi Racing            | Christian Hook     | 1 min 56 s 248 | + 13 s 210   |
| 36   | LMGTE  | 67 | Car Guy Racing            | Takeshi Kimura     | 1 min 56 s 305 | + 13 s 267   |
| 37   | LMGTE  | 55 | Spirit of Race            | Duncan Cameron     | 1 min 56 s 478 | + 13 s 440   |
| 38   | LMGTE  | 60 | Iron Lynx                 | Claudio Schiavoni  | 1 min 57 s 161 | + 14 s 123   |
| 39   | LMGTE  | 95 | Oman Racing avec TF Sport | John Hartshorne    | 1 min 58 s 683 | + 15 s 645   |
| 40   | LMP2   | 37 | Cool Racing               | Yifei Ye           | Pas de temps   | Pas de temps |
| 41   | LMP2   | 47 | Algarve Pro Racing        | James Allen        | Pas de temps   | Pas de temps |
| 42   | LMP2   | 40 | Graff Racing              | David Droux        | Pas de temps   | Pas de temps |

## Course
Voici le classement final au terme de la course.
- Les vainqueurs de chaque catégorie sont signalés par un fond jauni.
- Pour la colonne Pneus, il faut passer le curseur au-dessus du modèle pour connaître le manufacturier de pneumatiques.

| Pos    | Classe | no | Écurie                    | Pilotes                                                    | Châssis                        | Pneus | Tours | Temps                                                            |
| Pos    | Classe | no | Écurie                    | Pilotes                                                    | Moteur                         | Pneus | Tours | Temps                                                            |
| ------ | ------ | -- | ------------------------- | ---------------------------------------------------------- | ------------------------------ | ----- | ----- | ---------------------------------------------------------------- |
| 1      | LMP2   | 9  | Prema Racing              | Lorenzo Colombo Louis Delétraz Ferdinand Habsburg          | Oreca 07                       | G     | 120   | 4 h 00 min 43 s 565                                              |
| 1      | LMP2   | 9  | Prema Racing              | Lorenzo Colombo Louis Delétraz Ferdinand Habsburg          | Gibson GK428 4,2 l V8 Atmo     | G     | 120   | 4 h 00 min 43 s 565                                              |
| 2      | LMP2   | 19 | Algarve Pro Racing        | Sophia Flörsch Bent Viscaal                                | Oreca 07                       | G     | 120   | + 10 s 936                                                       |
| 2      | LMP2   | 19 | Algarve Pro Racing        | Sophia Flörsch Bent Viscaal                                | Gibson GK428 4,2 l V8 Atmo     | G     | 120   | + 10 s 936                                                       |
| 3      | LMP2   | 65 | Panis Racing              | Julien Canal Nicolas Jamin Job van Uitert                  | Oreca 07                       | G     | 120   | + 13 s 484                                                       |
| 3      | LMP2   | 65 | Panis Racing              | Julien Canal Nicolas Jamin Job van Uitert                  | Gibson GK428 4,2 l V8 Atmo     | G     | 120   | + 13 s 484                                                       |
| 4      | LMP2   | 28 | IDEC Sport                | Paul-Loup Chatin Paul Lafargue Patrick Pilet               | Oreca 07                       | G     | 120   | + 30 s 027                                                       |
| 4      | LMP2   | 28 | IDEC Sport                | Paul-Loup Chatin Paul Lafargue Patrick Pilet               | Gibson GK428 4,2 l V8 Atmo     | G     | 120   | + 30 s 027                                                       |
| 5      | LMP2   | 37 | Cool Racing               | Niklas Krütten Nicolas Lapierre Yifei Ye                   | Oreca 07                       | G     | 120   | + 30 s 537                                                       |
| 5      | LMP2   | 37 | Cool Racing               | Niklas Krütten Nicolas Lapierre Yifei Ye                   | Gibson GK428 4,2 l V8 Atmo     | G     | 120   | + 30 s 537                                                       |
| 6      | LMP2   | 34 | Racing Team Turkey        | Jack Aitken Charlie Eastwood Salih Yoluç                   | Oreca 07                       | G     | 120   | + 33 s 737                                                       |
| 6      | LMP2   | 34 | Racing Team Turkey        | Jack Aitken Charlie Eastwood Salih Yoluç                   | Gibson GK428 4,2 l V8 Atmo     | G     | 120   | + 33 s 737                                                       |
| 7      | LMP2   | 22 | United Autosports         | Tom Gamble Philip Hanson Duncan Tappy                      | Oreca 07                       | G     | 120   | + 1 min 01 s 958                                                 |
| 7      | LMP2   | 22 | United Autosports         | Tom Gamble Philip Hanson Duncan Tappy                      | Gibson GK428 4,2 l V8 Atmo     | G     | 120   | + 1 min 01 s 958                                                 |
| 8      | LMP2   | 88 | AF Corse                  | Nicklas Nielsen François Perrodo Alessio Rovera            | Oreca 07                       | G     | 120   | + 1 min 12 s 820                                                 |
| 8      | LMP2   | 88 | AF Corse                  | Nicklas Nielsen François Perrodo Alessio Rovera            | Gibson GK428 4,2 l V8 Atmo     | G     | 120   | + 1 min 12 s 820                                                 |
| 9      | LMP2   | 21 | Mühlner Motorsport        | Matthias Kaiser Thomas Laurent Ugo de Wilde                | Oreca 07                       | G     | 119   | + 1 tour                                                         |
| 9      | LMP2   | 21 | Mühlner Motorsport        | Matthias Kaiser Thomas Laurent Ugo de Wilde                | Gibson GK428 4,2 l V8 Atmo     | G     | 119   | + 1 tour                                                         |
| 10     | LMP2   | 31 | TDS Racing x Vaillante    | Mathias Beche Philippe Cimadomo Tijmen van der Helm        | Oreca 07                       | G     | 119   | + 1 tour                                                         |
| 10     | LMP2   | 31 | TDS Racing x Vaillante    | Mathias Beche Philippe Cimadomo Tijmen van der Helm        | Gibson GK428 4,2 l V8 Atmo     | G     | 119   | + 1 tour                                                         |
| 11     | LMP2   | 43 | Inter Europol Competition | Pietro Fittipaldi David Heinemeier Hansson Fabio Scherer   | Oreca 07                       | G     | 119   | + 1 tour                                                         |
| 11     | LMP2   | 43 | Inter Europol Competition | Pietro Fittipaldi David Heinemeier Hansson Fabio Scherer   | Gibson GK428 4,2 l V8 Atmo     | G     | 119   | + 1 tour                                                         |
| 12     | LMP2   | 30 | Duqueine Team             | Richard Bradley Reshad de Gerus Memo Rojas                 | Oreca 07                       | G     | 119   | + 1 tour                                                         |
| 12     | LMP2   | 30 | Duqueine Team             | Richard Bradley Reshad de Gerus Memo Rojas                 | Gibson GK428 4,2 l V8 Atmo     | G     | 119   | + 1 tour                                                         |
| 13     | LMP2   | 24 | Nielsen Racing            | Matthew Bell Ben Hanley Rodrigo Sales                      | Oreca 07                       | G     | 119   | + 1 tour                                                         |
| 13     | LMP2   | 24 | Nielsen Racing            | Matthew Bell Ben Hanley Rodrigo Sales                      | Gibson GK428 4,2 l V8 Atmo     | G     | 119   | + 1 tour                                                         |
| 14     | LMP2   | 35 | BHK Motorsport            | Sergio Campana Markus Pommer                               | Oreca 07                       | G     | 118   | + 2 tours                                                        |
| 14     | LMP2   | 35 | BHK Motorsport            | Sergio Campana Markus Pommer                               | Gibson GK428 4,2 l V8 Atmo     | G     | 118   | + 2 tours                                                        |
| 15     | LMP2   | 51 | Team Virage               | Gabriel Aubry Rob Hodes Jazeman Jaafar                     | Oreca 07                       | G     | 118   | + 2 tours                                                        |
| 15     | LMP2   | 51 | Team Virage               | Gabriel Aubry Rob Hodes Jazeman Jaafar                     | Gibson GK428 4,2 l V8 Atmo     | G     | 118   | + 2 tours                                                        |
| 16     | LMP2   | 40 | Graff Racing              | David Droux Sébastien Page Eric Trouillet                  | Oreca 07                       | G     | 118   | + 2 tours                                                        |
| 16     | LMP2   | 40 | Graff Racing              | David Droux Sébastien Page Eric Trouillet                  | Gibson GK428 4,2 l V8 Atmo     | G     | 118   | + 2 tours                                                        |
| 17     | LMP3   | 17 | Cool Racing               | Mike Benham Malthe Jakobsen Maurice Smith                  | Ligier JS P320                 | M     | 115   | + 5 tours                                                        |
| 17     | LMP3   | 17 | Cool Racing               | Mike Benham Malthe Jakobsen Maurice Smith                  | Nissan VK56 5,6 l V8 Atmo      | M     | 115   | + 5 tours                                                        |
| 18     | LMP2   | 47 | Algarve Pro Racing        | James Allen John Falb Alex Peroni                          | Oreca 07                       | G     | 114   | + 6 tours                                                        |
| 18     | LMP2   | 47 | Algarve Pro Racing        | James Allen John Falb Alex Peroni                          | Gibson GK428 4,2 l V8 Atmo     | G     | 114   | + 6 tours                                                        |
| 19     | LMP3   | 2  | United Autosports         | Josh Caygill Bailey Voisin Finn Gehrsitz                   | Ligier JS P320                 | M     | 114   | + 6 tours                                                        |
| 19     | LMP3   | 2  | United Autosports         | Josh Caygill Bailey Voisin Finn Gehrsitz                   | Nissan VK56 5,6 l V8 Atmo      | M     | 114   | + 6 tours                                                        |
| 20     | LMP3   | 5  | RLR Msport                | Nick Adcock Michael Jensen Alex Kapadia                    | Ligier JS P320                 | M     | 114   | + 6 tours                                                        |
| 20     | LMP3   | 5  | RLR Msport                | Nick Adcock Michael Jensen Alex Kapadia                    | Nissan VK56 5,6 l V8 Atmo      | M     | 114   | + 6 tours                                                        |
| 21     | LMP3   | 10 | Eurointernational         | Tom Cloet Xavier Lloveras Glenn van Berlo (en)             | Ligier JS P320                 | M     | 114   | + 6 tours                                                        |
| 21     | LMP3   | 10 | Eurointernational         | Tom Cloet Xavier Lloveras Glenn van Berlo (en)             | Nissan VK56 5,6 l V8 Atmo      | M     | 114   | + 6 tours                                                        |
| 22     | LMP3   | 6  | 360 Racing                | Ross Kaiser Mark Richards Terrence Woodward                | Ligier JS P320                 | M     | 114   | + 6 tours                                                        |
| 22     | LMP3   | 6  | 360 Racing                | Ross Kaiser Mark Richards Terrence Woodward                | Nissan VK56 5,6 l V8 Atmo      | M     | 114   | + 6 tours                                                        |
| 23     | LMP3   | 7  | Nielsen Racing            | James Littlejohn Anthony Wells                             | Ligier JS P320                 | M     | 113   | + 7 tours                                                        |
| 23     | LMP3   | 7  | Nielsen Racing            | James Littlejohn Anthony Wells                             | Nissan VK56 5,6 l V8 Atmo      | M     | 113   | + 7 tours                                                        |
| 24     | LMGTE  | 32 | Rinaldi Racing            | Pierre Ehret Nicolas Varrone Memo Gidley                   | Ferrari 488 GTE Evo            | G     | 113   | + 7 tours                                                        |
| 24     | LMGTE  | 32 | Rinaldi Racing            | Pierre Ehret Nicolas Varrone Memo Gidley                   | Ferrari F154CB 3,9 l V8 Turbo  | G     | 113   | + 7 tours                                                        |
| 25     | LMGTE  | 77 | Proton Competition        | Gianmaria Bruni Lorenzo Ferrari Christian Ried             | Porsche 911 RSR-19             | G     | 113   | + 7 tours                                                        |
| 25     | LMGTE  | 77 | Proton Competition        | Gianmaria Bruni Lorenzo Ferrari Christian Ried             | Porsche 4,2 l Flat-6 Atmo      | G     | 113   | + 7 tours                                                        |
| 26     | LMGTE  | 93 | Proton Competition        | Michael Fassbender Richard Lietz Zacharie Robichon         | Porsche 911 RSR-19             | G     | 113   | + 7 tours                                                        |
| 26     | LMGTE  | 93 | Proton Competition        | Michael Fassbender Richard Lietz Zacharie Robichon         | Porsche 4,2 l Flat-6 Atmo      | G     | 113   | + 7 tours                                                        |
| 27     | LMGTE  | 83 | Iron Lynx                 | Sarah Bovy Rahel Frey Michelle Gatting                     | Ferrari 488 GTE Evo            | G     | 113   | + 7 tours                                                        |
| 27     | LMGTE  | 83 | Iron Lynx                 | Sarah Bovy Rahel Frey Michelle Gatting                     | Ferrari F154CB 3,9 l V8 Turbo  | G     | 113   | + 7 tours                                                        |
| 28     | LMGTE  | 57 | Car Guy Racing            | Mikkel Jensen Takeshi Kimura Frederik Schandorff           | Ferrari 488 GTE Evo            | G     | 113   | + 7 tours                                                        |
| 28     | LMGTE  | 57 | Car Guy Racing            | Mikkel Jensen Takeshi Kimura Frederik Schandorff           | Ferrari F154CB 3,9 l V8 Turbo  | G     | 113   | + 7 tours                                                        |
| 29     | LMGTE  | 95 | Oman Racing avec TF Sport | Jonny Adam John Hartshorne Henrique Chaves                 | Aston Martin Vantage AMR       | G     | 113   | + 7 tours                                                        |
| 29     | LMGTE  | 95 | Oman Racing avec TF Sport | Jonny Adam John Hartshorne Henrique Chaves                 | Aston Martin 4,0 l V8 Bi-Turbo | G     | 113   | + 7 tours                                                        |
| 30     | LMGTE  | 60 | Iron Lynx                 | Matteo Cressoni Davide Rigon Claudio Schiavoni             | Ferrari 488 GTE Evo            | G     | 113   | + 7 tours                                                        |
| 30     | LMGTE  | 60 | Iron Lynx                 | Matteo Cressoni Davide Rigon Claudio Schiavoni             | Ferrari F154CB 3,9 l V8 Turbo  | G     | 113   | + 7 tours                                                        |
| 31     | LMGTE  | 18 | Absolute Racing           | Andrew Haryanto Alessio Picariello Martin Rump             | Porsche 911 RSR-19             | G     | 113   | + 7 tours                                                        |
| 31     | LMGTE  | 18 | Absolute Racing           | Andrew Haryanto Alessio Picariello Martin Rump             | Porsche 4,2 l Flat-6 Atmo      | G     | 113   | + 7 tours                                                        |
| 32     | LMP3   | 3  | United Autosports         | Andrew Bentley Jim McGuire Kay Van Berlo                   | Ligier JS P320                 | M     | 112   | + 8 tours                                                        |
| 32     | LMP3   | 3  | United Autosports         | Andrew Bentley Jim McGuire Kay Van Berlo                   | Nissan VK56 5,6 l V8 Atmo      | M     | 112   | + 8 tours                                                        |
| 33     | LMGTE  | 55 | Spirit of Race            | Duncan Cameron Matthew Griffin David Perel                 | Ferrari 488 GTE Evo            | G     | 112   | + 8 tours                                                        |
| 33     | LMGTE  | 55 | Spirit of Race            | Duncan Cameron Matthew Griffin David Perel                 | Ferrari F154CB 3,9 l V8 Turbo  | G     | 112   | + 8 tours                                                        |
| 34     | LMP3   | 14 | Inter Europol Competition | Noam Abramczyk James Dayson Mateusz Kaprzyk                | Ligier JS P320                 | M     | 112   | + 8 tours                                                        |
| 34     | LMP3   | 14 | Inter Europol Competition | Noam Abramczyk James Dayson Mateusz Kaprzyk                | Nissan VK56 5,6 l V8 Atmo      | M     | 112   | + 8 tours                                                        |
| 35     | LMGTE  | 66 | JMW Motorsport            | Giacomo Petrobelli Sean Hudspeth Matthew Payne             | Ferrari 488 GTE Evo            | G     | 112   | + 8 tours                                                        |
| 35     | LMGTE  | 66 | JMW Motorsport            | Giacomo Petrobelli Sean Hudspeth Matthew Payne             | Ferrari F154CB 3,9 l V8 Turbo  | G     | 112   | + 8 tours                                                        |
| 36     | LMGTE  | 33 | Rinaldi Racing            | Christian Hook Óscar Tunjo Fabrizio Crestani               | Ferrari 488 GTE Evo            | G     | 112   | + 8 tours                                                        |
| 36     | LMGTE  | 33 | Rinaldi Racing            | Christian Hook Óscar Tunjo Fabrizio Crestani               | Ferrari F154CB 3,9 l V8 Turbo  | G     | 112   | + 8 tours                                                        |
| 37     | LMP3   | 4  | DKR Engineering           | Sebastián Álvarez (en) Alexander Bukhantsov Tom Van Rompuy | Duqueine M30 - D08             | G     | 112   | + 8 tours                                                        |
| 37     | LMP3   | 4  | DKR Engineering           | Sebastián Álvarez (en) Alexander Bukhantsov Tom Van Rompuy | Nissan VK56 5,6 l V8 Atmo      | G     | 112   | + 8 tours                                                        |
| N.c.   | LMP3   | 11 | Eurointernational         | Max Koebolt Marcos Siebert Adrien Chila                    | Ligier JS P320                 | M     | 70    | Problème de moteur                                               |
| N.c.   | LMP3   | 11 | Eurointernational         | Max Koebolt Marcos Siebert Adrien Chila                    | Nissan VK56 5,6 l V8 Atmo      | M     | 70    | Problème de moteur                                               |
| N.c.   | LMP3   | 27 | Cool Racing               | Antoine Doquin Jean-Ludovic Foubert Nicolas Maulini        | Ligier JS P320                 | M     | 22    | Endommagenent à la suite d'un contact et d'une sortie            |
| N.c.   | LMP3   | 27 | Cool Racing               | Antoine Doquin Jean-Ludovic Foubert Nicolas Maulini        | Nissan VK56 5,6 l V8 Atmo      | M     | 22    | Endommagenent à la suite d'un contact et d'une sortie            |
| N.c.   | LMP3   | 15 | RLR Msport                | Valentino Catalano Horst Felbermayr, Jr. Austin McCusker   | Ligier JS P320                 | M     | 9     | Sortie de piste                                                  |
| N.c.   | LMP3   | 15 | RLR Msport                | Valentino Catalano Horst Felbermayr, Jr. Austin McCusker   | Nissan VK56 5,6 l V8 Atmo      | M     | 9     | Sortie de piste                                                  |
| N.c.   | LMGTE  | 69 | Oman Racing avec TF Sport | Ahmad Al Harthy Sam De Haan Marco Sørensen                 | Aston Martin Vantage AMR       | M     |       | Endommagenent de la colonne de direction à la suite d'un contact |
| N.c.   | LMGTE  | 69 | Oman Racing avec TF Sport | Ahmad Al Harthy Sam De Haan Marco Sørensen                 | Aston Martin 4,0 l V8 Bi-Turbo | M     |       | Endommagenent de la colonne de direction à la suite d'un contact |
| Dsq. ‡ | LMP3   | 13 | Inter Europol Competition | Charles Crews Nico Pino Guilherme Oliveira                 | Ligier JS P320                 | M     | 115   |                                                                  |
| Dsq. ‡ | LMP3   | 13 | Inter Europol Competition | Charles Crews Nico Pino Guilherme Oliveira                 | Nissan VK56 5,6 l V8 Atmo      | M     | 115   |                                                                  |

- † La Ligier JS P320 n°13 de l'écurie polonaise Inter Europol Competition a été disqualifié à l'issue des vérifications techniques d'après-course où des rondelles non conformes au niveau du différentiel ont été trouvées[4].

## Pole position et record du tour
- Pole position :  Mathias Beche (#31 TDS Racing x Vaillante) en 1 min 43 s 038
- Meilleur tour en course :  Louis Delétraz (#9 Prema Racing) en 1 min 44 s 370

## Tours en tête
- no 31 Oreca 07 - TDS Racing x Vaillante :  20 tours (1-5 / 24-38)[5]
- no 22 Oreca 07 - United Autosports :  18 tours (6-20 / 83-85)
- no 9 Oreca 07 - Prema Racing :  73 tours (21-22 / 39-59 / 61-81 / 86-104 / 111-120)
- no 51 Oreca 07 Team Virage :  1 tour (23)
- no 65 Oreca 07 - Panis Racing :  3 tours (60 / 82 / 105)
- no 19 Oreca 07 - Algarve Pro Racing :  5 tours (106-110)

## À noter
- Longueur du circuit : 5,771 km
- Distance parcourue par les vainqueurs : 692,52 km